# Tournoi britannique de rugby à XV 1905
Navigation
Tournoi 1904 Tournoi 1906
Le tournoi britannique de rugby à XV 1905, le vingt-troisième, a lieu du 14 janvier au 18 mars 1905, il est remporté par le pays de Galles avec sa quatrième Triple couronne en autant de titres !

## Classement
- Meilleures attaque et défense : pays de Galles (et donc plus forte différence de points).

| Rang | Nations        | J | V | N | D | PP | PC | Δ   | Pts |
| ---- | -------------- | - | - | - | - | -- | -- | --- | --- |
| 1    | Pays de Galles | 3 | 3 | 0 | 0 | 41 | 6  | +35 | 6   |
| 2    | Irlande        | 3 | 2 | 0 | 1 | 31 | 18 | +13 | 4   |
| 3    | Écosse (T)     | 3 | 1 | 0 | 2 | 16 | 17 | -1  | 2   |
| 4    | Angleterre     | 3 | 0 | 0 | 3 | 3  | 50 | -47 | 0   |

- Attribution des points de classement (Pts) :
2 points pour une victoire, 1 point en cas de match nul, rien pour une défaite.

## Résultats
| 14 janvier 1905 0Arms Park, Cardiff     | Pays de Galles | 25 - 0  | Angleterre     |
| 4 février 1905 0Inverleith, Édimbourg   | Écosse         | 03 - 6  | Pays de Galles |
| 11 février 1905 0Mardyke, Cork          | Irlande        | 17 - 3  | Angleterre     |
| 25 février 1905 0Inverleith, Édimbourg  | Écosse         | 05 - 11 | Irlande        |
| 11 mars 1905 0St. Helen's, Swansea      | Pays de Galles | 10 - 3  | Irlande        |
| 18 mars 1905 0Athletic Ground, Richmond | Angleterre     | 00 - 8  | Écosse         |